# 本蓮寺 (長崎市)
本蓮寺（ほんれんじ）は、長崎県長崎市にある日蓮宗の寺院。山号は聖林山。開山は本瑞院日恵。旧本山は大本山本圀寺（六条門流）。達師法縁。加藤清正発願、題目の五ヶ寺の一寺。五ヶ寺とは、「妙」本妙寺(熊本)、「法」法心寺(鶴崎)、「蓮」本蓮寺(長崎)、「華」法華寺(水俣、現在廃寺)、「経」本経寺(大村)のこと。かつては晧台寺、大音寺と共に長崎三大寺と呼ばれた。

## 歴史
1591年（天正19年）に来日したポルトガル船の船長 ロケ・デ・メロ・ペレイラの寄附によってハンセン病患者のため聖ラザロ病院が建てられ、聖ジョアンバウチスタ教会が併設された。教会は1614年（慶長19年）に発布された禁教令により同年11月に破却されたが、病院は1619年（元和5年）まで存続した。
1616年（元和2年）、発星院日真の弟子日恵は大村・本経寺から長崎に移り、未だキリスト教信仰の篤かった同地で法華経の布教に努めた。その功績を賞した長崎奉行 長谷川権六の上申で日恵は幕府より聖ジョアンバウチスタ教会跡地と白銀50両を下付され、1620年（元和6年）、一宇を建立し本蓮寺と称した。山号である聖林山は日恵の養母の法号に由来する。1646年（正保3年）10月、梵鐘を鋳造。阿山助右衛門藤原国久の作である。1648年（正保5年）、江戸幕府より朱印状を下付される。1698年（元禄11年）に末次火事で全焼し、1702年（元禄15年）に再建。1855年（安政2年）から4年間、長崎海軍伝習所で伝習生頭役を務めた勝海舟が寓居した。1945年（昭和20年）、原爆投下により全山焼失するが、1954年（昭和29年）に本堂が再建された。
　

## 境内
- 南蛮井戸 - 教会遺構。呼び名は南蛮人が掘った井戸であることに因み、「外道井」とも言われた[6]。
- 三浦梧門のお墓
- 代官さんのお墓 - 市指定史跡 (高木家墓地[7])
- 沢村惣之丞のお墓
- 森山多吉郎のお墓
- 古賀十二郎のお墓
- 大屋遠江守明啓のお墓 - 102代長崎奉行

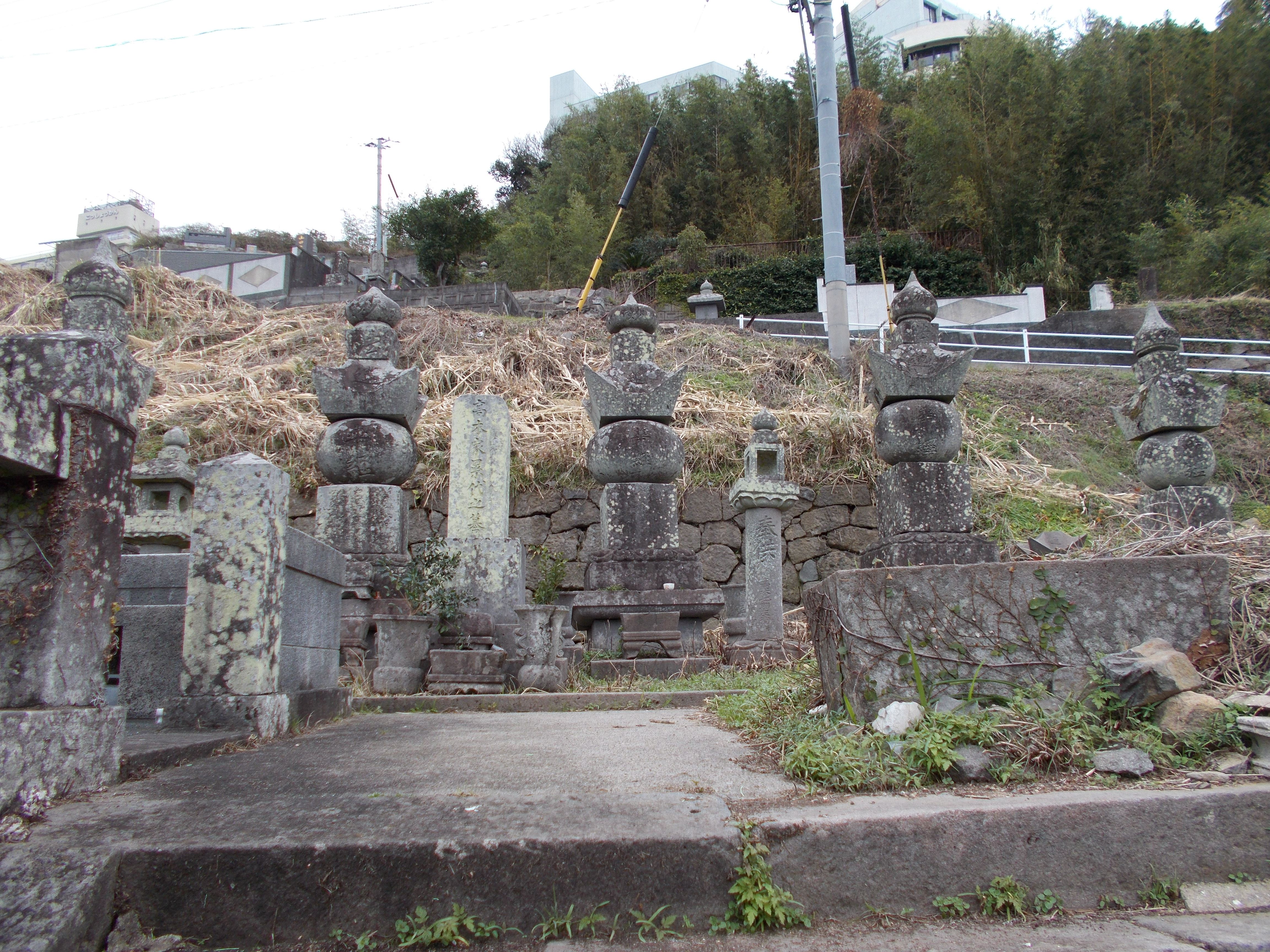
長崎町年寄高木家の墓
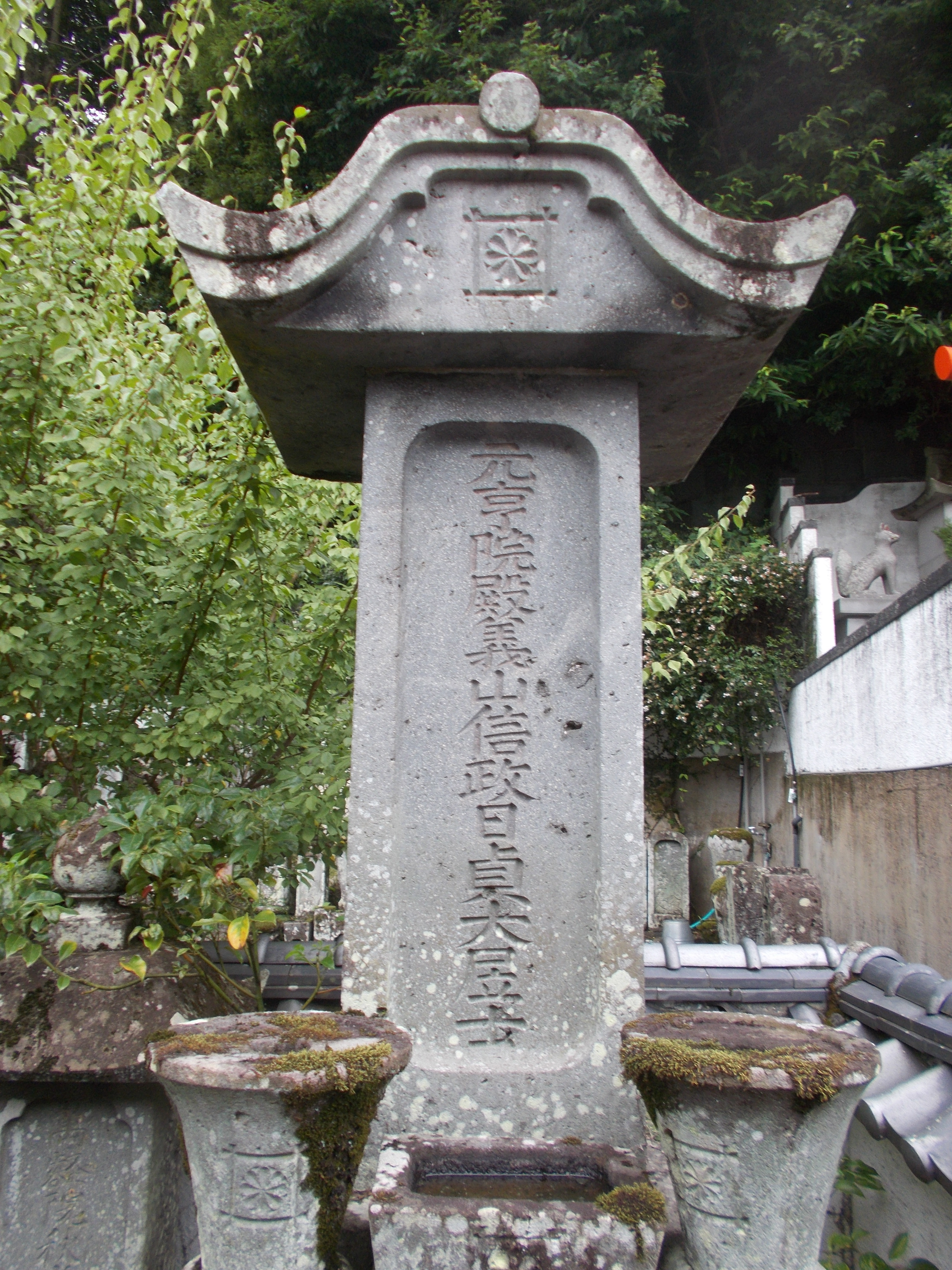
長崎奉行・夏目信政の墓
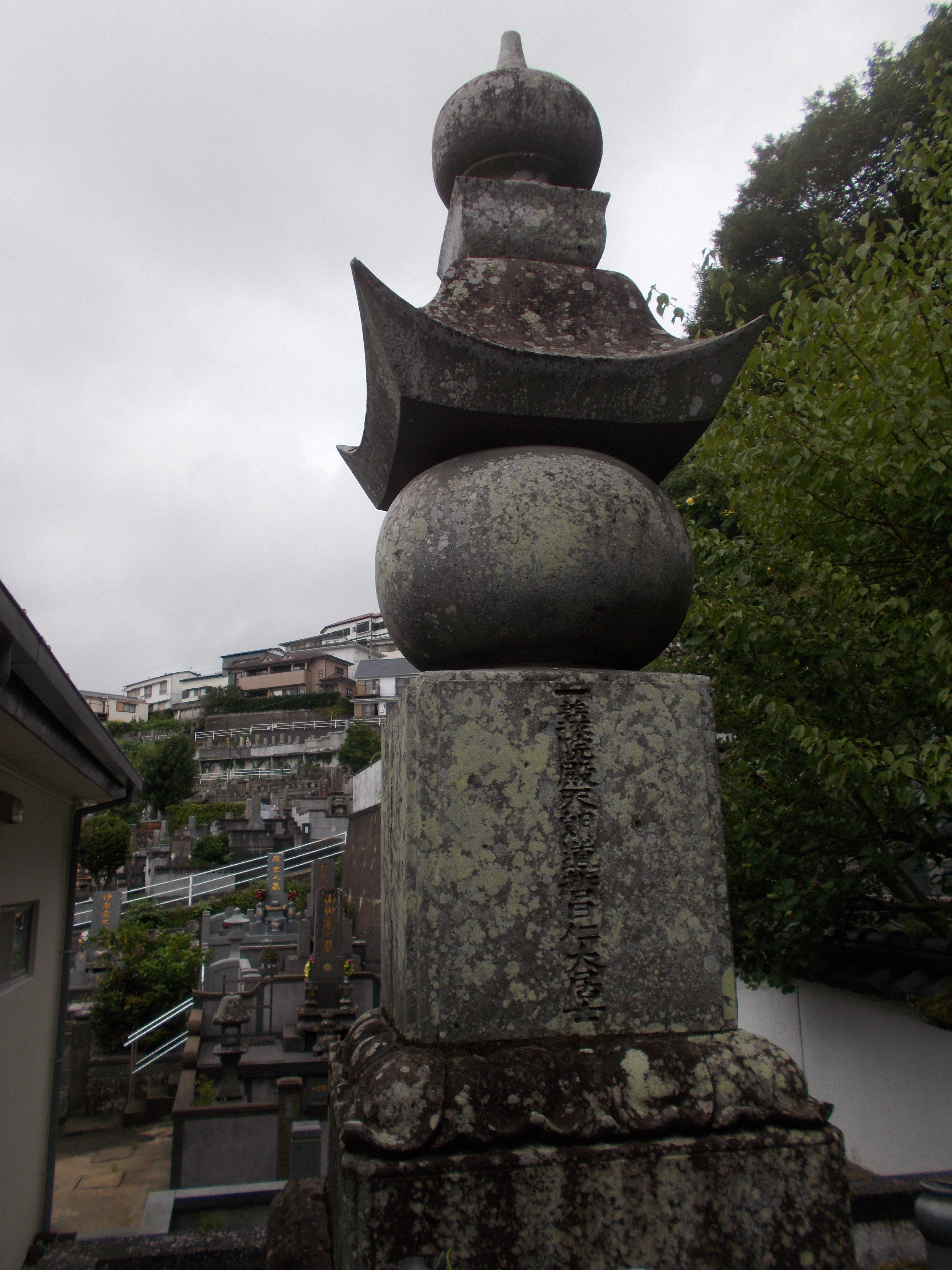
長崎奉行・成瀬正定の墓

## 旧末寺
日蓮宗は昭和16年に本末を解体したため、現在では、旧本山、旧末寺と呼びならわしている。
- 名護屋山大乗寺（唐津市西寺町）
  - 大乗寺末：妙光山本立寺（唐津市厳木町天川）
- 光榮山長照寺（長崎市寺町）
- 総康山岬忍寺（長崎市脇岬町）
- 久繁山本立寺（佐世保市小佐々町田原）
- 放光山正妙寺（南島原市口之津町甲）
- 海光山妙蓮寺（山陽小野田市埴生）
- 妙壽山温譲寺（生駒市北新町）
- 七寶山一乗院（名古屋市千種区城山町）

## 関連資料
- 長崎新聞、2015年3月12日付
- 長崎新聞、2013年8月29日付
- 長崎新聞、1998年8月27日付